# منتخب تركيا تحت 18 سنة لهوكي الجليد للرجال
منتخب تركيا تحت 18 سنة لهوكي الجليد للرجال هو ممثل تركيا الرسمي في المنافسات الدولية في هوكي الجليد تحت 18 سنة. بدأ منافساته في سنة 1992، نافس في بطولة العالم لهوكي الجليد 15 مرة، يحتل حالياً التصنيف السابع والثلاثين على العالم.منتخب تركيا لهوكي الجليد